# Beni Djellil
Beni Djellil (în arabă بن جليل) este o comună din provincia Béjaïa, Algeria.
Populația comunei este de 7.795 de locuitori (2008).